# Saurauia drimytiflora
Saurauia drimytiflora är en tvåhjärtbladig växtart som beskrevs av Friedrich Ludwig Diels. Saurauia drimytiflora ingår i släktet Saurauia och familjen Actinidiaceae. Inga underarter finns listade i Catalogue of Life.